# French Affair
French Affair est un groupe de musique électronique franco-allemand. Formé en 1999, il est notamment connu pour le titre My Heart Goes Boom (La Di Da Da) en 2000, extrait de l'album Desire. Le groupe annonce sa dissolution en 2009.

## Biographie
La chanteuse principale du groupe, Barbara Alcindor, est née à Orly. Grâce à son oncle Daddy Mory elle a rencontré Rockinsquat du groupe Assassin et a travaillé comme DJ à Londres. Elle rencontre l'équipe de production des frères Dreyer et signe avec BMG, avant d'enregistrer un hit My Heart Goes Boom (La Di Da Da) au début de l'année 2000. Le single est un succès majeur en Europe, se classant dans le top 5 dans de nombreux pays, notamment la 33e place en Autriche et la 21e place en Suisse. Il est suivi par Do What You Like, qui rencontrera également le succès.
L'année 2001 assiste à la sortie d'un nouveau titre, Sexy, qui connait également un succès. L'année suivante, le groupe sort I Like That, suivi de Comme ci comme ça en 2003. En 2006, French Affair sort son deuxième album entièrement en français, Rendezvous, promu par le single Symphonie d'amour. Sur cet album, on retrouve la voix d'Aimée, la nouvelle chanteuse du groupe. 2008 voit la sortie de Belle époque, leur dernier album à ce jour.
En 2009, le groupe annonce sa dissolution.

## Discographie

### Albums studio
- 2000 : Desire
- 2006 : Rendezvous
- 2008 : Belle époque

### Singles
| Année | Titre                            | Meilleure position | Meilleure position | Meilleure position | Meilleure position | Meilleure position | Album        |
| Année | Titre                            | AUT                | ALL                | GRÈ                | IT                 | SUI                | Album        |
| ----- | -------------------------------- | ------------------ | ------------------ | ------------------ | ------------------ | ------------------ | ------------ |
| 2000  | My Heart Goes Boom (La Di Da Da) | 1                  | 1                  | —                  | 4                  | 3                  | Desire       |
| 2000  | Do What You Like                 | 11                 | 24                 | —                  | 46                 | 29                 | Desire       |
| 2000  | Poison                           | —                  | 77                 | —                  | —                  | —                  | Desire       |
| 2000  | I Want Your Love                 | —                  | —                  | —                  | —                  | —                  | Desire       |
| 2001  | Sexy                             | 21                 | 38                 | —                  | 27                 | 84                 | Belle époque |
| 2002  | I Like That                      | —                  | —                  | —                  | 38                 | —                  | Belle époque |
| 2003  | Comme ci comme ça                | 45                 | 30                 | 3                  | 32                 | 100                | Belle époque |
| 2006  | Symphonie d'amour                | —                  | 82                 | —                  | —                  | —                  | Rendezvous   |

- 2008: Ring Ding Dong
- 2008: Into The Groove
- 2009: My Heart Goes Boom (Reloaded)
- 2009: Do What You Like (Reloaded)
- 2010: My Heart Goes Boom (The US Remixes)